# Asia
|  | No s'ha de confondre amb Àsia. |

Asia és un grup de rock simfònic creat l'any 1981 com un super-grup, ja que els seus membres provenien de grups prou importants i de prou renom: Yes, King Crimson, Emerson, Lake and Palmer i The Buggles.

## Creació
El grup sorgeix en una època en la qual algunes de les principals bandes de rock progressiu i rock simfònic britànic, com Yes o Emerson, Lake and Palmer, es troben estancades o envoltades de rumors de separació. A partir de la ruptura de King Crimson l'any 1974 comencen a sorgir plans de crear una súper-banda, la qual cosa intenta en un primer moment el baixista John Wetton juntament amb Bill Bruford i Rick Wakeman l'any 1976, sense grans resultats. Ja l'any 1977 Bruford i Wetton es van reunir amb el guitarrista Allan Holdsworth i el teclista/violinista Eddie Jobson. Aquest projecte va durar una mica més, encara que acabaria fracassant novament l'any 1980. En el tercer intent, John Wetton reuneix en un combo a Rick Wakeman novament, amb el bateria Carl Palmer i el guitarrista Trevor Rabin.
Això no obstant, Wakeman decideix centrar-se en els seus projectes com a solista i mai arribarien a tocar junts. L'any 1981 Wetton i el guitarrista Steve Howe (Yes) es coneixen i comencen a pensar en un nou projecte. Així és com sorgeix definitivament Asia, ja que immediatament s'hi van afegir en el projecte Geoff Downes i Carl Palmer. El ja citat Trevor Rabin fou considerat per gravar algunes demos, però finalment no es va quedar en el grup. Va sorgir la possibilitat que s'hi incorporessin Chris Squire i Alan White, però definitivament Wetton i companyia van decidir mantenir-se com a quartet. En els primers anys la crítica va ser molt dura amb ells i no van obtenir el reconeixement que avui en dia tenen. Els fans tradicionals del rock progressiu van trobar que la seva música era massa propera a la que sonava a les radio-fórmules, per la qual cosa els van assenyalar de comercials.

## Primers anys
Tal com s'ha comentat, el seu disc de debut (homònim) fou criticat pels fans més tradicionals per la seva música excessivament comercial, i més arran del considerable èxit de vendes que va tenir. Va estar nou setmanes com a número u a la llista dels discos més venuts als Estats Units, i singles com "Only time will tell" o "Heat of the Moment" van arribar a les posicions més altes dels tops més prestigiosos.
Les cançons d'aquest disc de debut segueixen sonant actualment en emisores de rock clàssic. Aquest LP és considerat como un dels discos de culte del rock. La gira de presentació d'aquest disc, duta a terme als Estats Units en els anys 1982 i 1983, fou tot un èxit, i Billboard els va reconèixer com el millor grup debutant de l'any.
Asia és també considerat pioner de la fase dos del rock progressiu. Ni el seu segon disc ni cap dels posteriors no ha tingut el mateix èxit del primer. Alpha va veure la llum l'any 1983, i temes com la balada "Don't Cry" també van gaudir d'un gran èxit, malgrat que crítiques com la de la revista Rolling Stone (que els va acusar de sobre-comercials) no els feien precisament un favor. El disc va arribar a ser disc de platí, encara que les crítiques van poder amb Wetton, el qual abandonà fugaçment el grup, per ser substituït per Greg Lake. En aquest moment es va produir el popular "Asia in Asia", un concert del grup al Japó, que passà a la història per ser el primer emès en directe a través del satèl·lit per la MTV. Posteriorment fou editat en vídeo. L'any 1985 Wetton torna al grup per començar la gravació del disc encara que Steve Howe abandona Asia i és substituït pel guitarrista de Krokus Mandy Meyer.

## Època Astra
Després del rebuig de l'audiència a les presentacions amb Greg Lake juntament amb Asia a Tòquio, Japó per la MTV al desembre de l'any 1983, el segell Geffen amenaça en trencar el contracte amb el grup llevat que torni Wetton. És així com Howe, davant de la impossibilitat de treballar amb Wetton, decideix abandonar Vancouver, a la meitat del que hagués estat el tercer disc d'Asia anomenatArcadia, i pel qual Roger Dean ja estava treballant en els primers esbossos.
És així, un cop descartat el material juntament amb Howe, Wetton i Downes tornen a treballar junts a la composició de les cançons, la qual cosa donaria com a resultat el disc "Astra", encara més allunyat del progressiu que els seus predecessors, intentant embarcar-se amb un so més "techno", amb les seves ja tradicionals balades melòdiques. El substitut de Howe, el canadenc Mandy Meyer, amb un rol secundari de músic de sessió, va imprimir un so a les guitarres més proper al hard rock. El grup presentava un modest "hit single", "Go". Després de desaparèixer en els chart en poques setmanes, la gira és cancel·lada i finalment aquesta formació mor, i Wetton segueix treballant juntament amb Phil Mazanera per publicar l'any 1987 un disc en solitari basat en material en el qual havia estat treballant amb Asia. El músic era l'únic implicat en el grup, fins que l'any 1989 es va produir una curta gira en la qual l'acompanyaven Downes i John Young als teclats.
L'any 1989 Wetton, Downes i Palmer tornen a reunir-se amb el guitarrista de Toto Steve Lukather (vegeu secció discografia per a més dades) per gravar tres nous temes ("Prayin' 4 a Miracle", "Days like this Days" i "Kari Anne") com a complement a un disc doble d'antologia anomenat "Then & Now", el qual inclou temes dels seus primers 3 discos.
L'any 1990, després del final de la guerra freda i la caiguda del mur de Berlín, Asia és convidat a tocar a la Unió Soviètica. Com a guitarrista es van decidir per Pat Thrall, el qual tenia una forta semblança a Steve Howe a l'escenari. La gira a més d'incloure els temes clàssics del grup, va incloure temes de bandes en les quals hi havien participat Wetton (com King Crimson i U.K.) y Geoff Downes (The Buggles). Com a concert a destacar, hi ha el de l'any 1990 a Moscou, en el qual van tocar davant de 20000 persones durant dues nits seguides i penjant el cartell de "no hi han entrades", el qual és enregistrat en un disc anomenat Live in Moscow, que va ser disc d'or. Després d'aquests concerts Asia inicia una gira per Europa culminant a Nothingan, Anglaterra.
Després d'aquests concerts Wetton, després de les constants crítiques de no poder remuntar l'èxit dels seus primers dos discos amb Asia, abandona el projecte per centrar-se en la seva carrera com a solista. Carl Parlmer per la seva banda decideix reunir-se juntament amb els seus excompanys d'Emerson, Lake and Palmer.
No obstant Geoff Downes decidex continuar, amb la finalitat de capitalitzar l'èxit aconseguit per Asia. Per la qual decideix reclutar a un jove i desconegut cantant i compositor americà anomenat John Payne, amb un timbre de veu més proper a Wetton de qui havia estat la seva primera opció l'any 1988, l'exGTR Max Beacon.

## L'era Payne
Amb la finalitat de conservar una certa continuïtat, Geoff Downes decideix convidar com a músics de sessió als seus excompanys Carl Palmer i al veterà Steve Howe, així com a qui havien col·laborat en altres ocasions amb Asia com és el cas de Pat Thrall. També varen sorgir músics que avui dia col·laboren de tant en tant amb Asia. El disc va veure la llum l'any 1992 amb el nom de "Aqua", i a partir d'aquí, en les presentacions de la formació en viu, començant per Steve Howe, seguint per Chris Slade, Guthrie Govan i tot un no parar de cares populars de la música britànica trepitjarien l'escenari amb Asia.
L'any 1994 es grava "Aria", i l'any 1996 "Arena". El grup presentà al guitarrista Al Pitrelli (Danger Danger, Megadeth, Savatage) com a membre fix, però abandonà al cap de poc durant la curta gira de presentació de "Aria". Per la gravació de "Arena", de l'any 1996, es van utilitzar a tres guitarristes diferents. També al mateix any 1996 es publiquen "Archiva 1" i "Archiva 2", una col·lecció de temes inèdits compostos per Downes i Payne que van quedar fora de les tres primeres gravacions.
L'any 1999 es va intentar una reunió de la formació original (a excepció de Howe), però finalment no es va aconseguir i John Payne va continuar portant les rendes d'Asia. Wetton i Palmer, mentrestant van crear Qango, però aquest grup va tenir una vida molt curta. L'any 2001 publiquen "Aura", en el qual Asia torna al rock progressiu i rock simfònic guarnit amb elements electrònics contemporanis i alguns passatges amb detalls de bossa nova i fins i tot de reggae, encara que sense voler aprofitar la tirada comercial dels primers discos. No va obtenir el mateix èxit.
Finalment l'any 2004, amb la mateixa alineació del disc anterior, publiquen "Silent Nation" amb la col·laboració de Billy Sherwood. Asia s'enfonsa encara més, participant només en petits festivals, presentacions de grups emergents, i teatres de baixa capacitat.

## Anys recents
Sortint del que fins aquest moment havia estat la dinàmica, l'any 2004 Asia publica un disc que té més d'una única paraula: "Silent Nation". El grup tenia aleshores una formació més estable, amb Geoff Downes, John Payne, Chris Slade i Guthrie Govan. Billy Sherwood i Jay Schellen també van participar en les primeres sessions de gravació del disc, encara que finalment es van retirar.
L'any 2005 Downes i Payne duen a terme una gira acústica. A finals d'aquest mateix anys el grup al complet gira per Europa, Amèrica del Nord i Amèrica del Sud en sales de petit i mitjà aforament. També es produí l'abandó de Slade, que fou substituït per Schellen. El grup començà a treballar en un nou disc.

## Reunió del 2006
L'1 de febrer de 2006 la pàgina web oficial de Steve Howe anuncià que la formació original estava reunida i planejant un CD, un DVD i una gira mundial per commemorar el 25è aniversari del grup. Malgrat que es va anunciar a bombo i platerets, Carl Palmer es mostrà més cautelós, i va dir que no estava confirmat que fessin gira per a tot el món.
Pel maig Palmer anuncia que la formació original farà una gira pels Estats Units, a la vegada que dona detalls sobre un nou disc que podria veure la llum l'any 2007.
És així com després de 25 anys d'estira-i-arronsa finalment la formació original d'Asia es reuneix per commemorar un quart de segle des del llançament del seu primer disc.
D'acord amb el seu Itinerari per Amèrica del Sud, es presenten a Mèxic, a Brasil, a Argentina i a Xile. Concerts en que varen fer cantar durant 2 hores sales plenes amb cançons com "Heat of the moment", "Only time will tell", "Without you", i "Cuttin Fine" entre d'altres, mantenint viva i actual la flama del rock, que emociona encara a les generacions d'aquesta època i es transmet a les actuals. D'aquesta gira n'aparegué un nou disc en directe, "Fantasia".
Lamentablement a finals de 2007, la gira d'Asia per la part oest dels Estats Units és suspesa, atès que en una revisió rutinària a John Wetton se li descobreix per mitjà d'una MRI una seriosa oclusió cardíaca del 99%, la qual cosa posa en risc molt seriós la seva vida, havent d'internar-se d'urgència per ser intervingut en una operació a cor obert. Això no obstant, l'operació va ser un èxit i Wetton lentament reprèn la seva feina amb els seus companys a Asia, els quals firmen un contracte amb EMI per publicar un nou disc anomenat "Phoenix" de cara a l'abril de l'any 2008. Aquest disc va venir acompanyat d'una nova gira mundial, durant la resta de 2008 i la primera meitat de l'any 2009.

## Membres
Formació actual
- Geoff Downes
- John Wetton
- Sam Coulson
- Carl Palmer

Molts músics han passat pel grup, especialment en els anys 90 quan en les presentacions en directe no hi havia músics fixes sinó més aviat convidats.
- Greg Lake - baix elèctric i veu (només desembre de 1983)
- Mandy Meyer - guitarra
- Pat Thrall - guitarra
- Al Pitrelli - guitarra
- Michael Sturgis - bateria
- John Payne - baix i veu (1992-2004)
- Aziz Ibrahim - guitarra
- Tomoyasu Hotei - guitarra
- Elliot Randall - guitarra
- Luis Jardim - percussió
- Guthrie Govan - guitarra
- Chris Slade - bateria
- Jay Schellen - bateria

## Discografia

### Discos
- 1982 - Asia (Downes, Wetton, Howe, Palmer) #1 US, #15 JP
- 1983 - Alpha (Downes, Wetton, Howe, Palmer) #6 US, #4 JP
- 1985 - Astra (Downes, Wetton, Meyer, Palmer) #67 US, #15 JP
- 1986 - Aurora (Japanese-only EP) #66 JP
- 1990 - Then & Now (New tracks: Downes, Wetton, Lukather, Komie, Meyer, Gorham, Palmer) #114 US, #24 JP
- 1992 - Aqua (Downes, Payne, Howe, Pitrelli, Palmer, Glynne, Phillips, Gloker) #21 JP, #51 GE
- 1994 - Aria (Downes, Payne, Pitrelli, Sturgis) #20 JP, #89 GE
- 1996 - Arena (Downes, Payne, Sturgis, Ibrahim, Randall, Hotei, Jardim) #48 JP
- 1996 - Archiva 1 (Downes, Payne, Howe, Pitrelli, Gorham, Glynne, Dessent, Sturgis, Glockler, Nye)
- 1996 - Archiva 2 (Downes, Payne, Pitrelli, Randall, Gorham, Glynne, Dessent, Palmer, Sturgis, Glockler, Thornton, Hayman, Nye, Jardim)
- 1999 - Rare (Downes, Payne)
- 2001 - Aura (Payne, Downes, Howe, Crichton, Randall, Thrall, Govan, Slade, Sturgis, Colaiuta, Jardim, Levin)
- 2004 - Silent Nation (Downes, Payne, Govan, Slade) #77 GE
- 2008 - Phoenix (Downes, Wetton, Howe, Palmer)

### Senzills
- "Heat Of The Moment" (1982) #4 US, #1 US Mainstream Rock, #90 JP
- "Sole Survivor" (1982) #10 US Mainstream Rock
- "Wildest Dreams" (radio) (1982) #28 US Mainstream Rock
- "Only Time Will Tell" (1982) #17 US, #8 US Mainstream Rock
- "Here Comes The Feeling" (radio) (1982) #40 US Mainstream Rock
- "Time Again" (radio) (1982) #43 US Mainstream Rock

-
- "Don't Cry" (1983) #10 US, #1 US Mainstream Rock, #76 JP
- "The Heat Goes On" (1983) #5 US Mainstream Rock
- "True Colors" (radio) (1983) #20 US Mainstream Rock
- "Daylight" (radio) (1983) #24 US Mainstream Rock
- "The Smile Has Left Your Eyes" (1983) #34 US, #25 US Mainstream Rock

-
- "Go" (1985) #46 US, #7 US Mainstream Rock
- "Too Late" (1986) #30 US Mainstream Rock
- "Wishing" (1986)

-
- "Days Like These" (1990) #64 US, #2 US Mainstream Rock
- "Prayin' 4 A Miracle" (promo) (1990)

-
- "Who Will Stop The Rain?" (1992)
- "Lay Down Your Arms" (promo) (1992)
- "Heaven On Earth" (1992)
- "Little Rich Boy" (1992)
- "Crime Of The Heart" (promo) (1992)
- "Love Under Fire" (promo) (1992)
- "Back In Town" (promo) (1992)

-
- "Anytime" (1994)
- "Summer" (promo) (1994)
- "Military Man" (promo) (1994)

-
- "Turn It Around" (1996)

-
- "Wherever You Are" (promo) (2000)
- "Raeady to go home" (venda exclusiva via e-mail) (2000)

-
- "Long Way From Home" (2004)
- "What About Love" (promo) (2004)

## Guardons
Nominacions
- 1983: Grammy al millor nou artista